# Капріаті-а-Вольтурно
Капріаті-а-Вольтурно (італ. Capriati a Volturno) — муніципалітет в Італії, у регіоні Кампанія,  провінція Казерта.
Капріаті-а-Вольтурно розташоване на відстані близько 150 км на схід від Рима, 75 км на північ від Неаполя, 50 км на північ від Казерти.
Населення — 1550 осіб (2014).
Щорічний фестиваль відбувається 16 серпня. Покровитель — святий Миколай.

## Демографія
Населення за роками:

Станом на 1 січня 2023 року в муніципалітеті офіційно проживало 55 іноземців з 6 країн, серед них 27 громадян країн Євросоюзу та 4 громадяни України.

## Сусідні муніципалітети
- Чіорлано
- Фонтегрека
- Галло-Матезе
- Монтеродуні
- Поцциллі
- Венафро